# Бродвейский экспресс (Подпольная империя)
«Бродвейский экспресс (англ. «Broadway Limited») — третий эпизод первого сезона телесериала канала HBO «Подпольная империя», премьера которого состоялась 3 октября 2010 года. Сценарий написала супервайзовый продюсер Маргарет Негл, а режиссёром стал исполнительный продюсер Тим Ван Паттен.
Наки заключает сделку с гангстером Мелком Уайтом для переупаковки и распределения контрабандного виски. Маргарет дали работу в бутике через связи Наки. Агент Ван Алден узнаёт, что Джимми был замешан в перестрелке в лесу.

## В главных ролях
- Стив Бушеми
- Майкл Питт
- Келли Макдональд
- Майкл Шеннон
- Ши Уигхэм
- Алекса Палладино
- Майкл Стулбарг
- Стивен Грэм
- Винсент Пьяцца
- Пас де ла Уэрта
- Майкл Кеннет Уильямс
- Энтони Лациура
- Пол Спаркс
- и Дэбни Коулмен

## Сюжет
Наки приказывает Илаю убить выжившего после ограбления, чтобы предотвратить его от дачи показаний, затем уходит, чтобы встретиться с Мелком Уайтом и завершает их бутлегерские договорённости. Илай пытается задушить свидетеля, но его прерывает Ван Олден, который использует хитрость, чтобы передать выжившего в федеральную тюрьму.
Наки организовывает всё, чтобы обустроить Маргарет на работу в магазин готового платья, где она узнаёт, что предыдущую рабочую уволили, чтобы освободить место для неё. Любовница Наки, Люси, посещает магазин, оскорбляя Маргарет, когда она помогает ей в примерке платья.
Ван Алден пытается доставить свидетеля в Нью-Йорк, но в пути ему нужна медицинская помощь. В кабинете дантиста, пока свидетель умирает, Ван Алден пытает его до тех пор, пока он не сообщает о том, что в этом замешан Дармоди. Арнольд Ротштейн узнаёт, что свидетель, дальний член семьи, умер, и отправляет Лаки Лучано в Атлантик-Сити, чтобы разобраться с Дармоди.
Джимми узнаёт о дружбе Анджелы с местным фотографом. Он затем встречается с Наки, который предупреждает его, что Ван Олден нацелен на него за грабёж и убийство. Джимми уезжает в Чикаго, оставив Анджелу и своего сына.
Микки Дойл встречается со своими финансовыми покровителями, братьями Д'Алессио, и говорит им, что Наки отдал их операцию. Братья говорят ему, что Микки должен им денег, которые он потерял. Вскоре после этого, был найден повешенным водитель Мелка Уайта, как бы линчеванным. Наки и Илай направляются к Мелку, чтобы скрыть историю и выдать её за то, что водитель был убит ревнивым мужем, в целях предотвращения расовой напряжённости в предвыборный год.

## Реакция

### Реакция критиков
Фил Пирелло из IGN дал эпизоду положительный отзыв с рейтингом 8/10. Он сказал, что ""экспресс" заканчивается тем, что Наки заставляет Джимми уехать из города, а мы остались удивлёнными, что такой поворот оказался в третьем эпизоде, хотя обычно такое бывает в последнем. В первых трёх эпизодах прогорает много историй о противостоянии Наки и Джимми, но всё в порядке - отправлять Джимми в Чикаго играть в гангстера вместе с Капоне - это хорошо. Это усложнит всё для Наки больше, чем для Ротштейна." Когда речь идёт о персонаже Шеннона, Ван Алдене, он сказал: "Ван Алден Шеннона - один из немногих персонажей, которые используют насилие в качестве последнего средства, так как он допрашивает подозреваемого, засовывая свою кисть глубоко в его рану от огнестрельного ранения. Такой же мощный и угрожающий, как и люди вроде Наки, Ван Алден становится поистине уникальной и опасной угрозой; благочестивый федеральный агент, который может использовать как Библию и закон, чтобы оправдать свои действия. Шеннон первенствует в этой сцене, и в последующей: тихий ужин дома с женой, которая говорит очень мало, но очень много говорит о том, каким сложным и непредсказуемым является Ван Алден." Джозеф Оливето в ScreenGrave также дал эпизоду оценку 8/10 и сказал: "Ситуация накаляется: предыдущие два эпизода этого шоу показали отличные выступления, но не много сюжетного развития. К счастью, мы набираем темп. Герои сталкиваются с реальными угрозами, будь то от власти или конкурирующих преступников. Любой хорошей гангстерской драме нужна постоянная атмосфера опасности, и теперь мы получаем одну такую."

### Рейтинги
Рейтинги эпизода были в основном стабильны. Эпизод посмотрели 3,41 миллионов зрителей во время первого показа.